# Charles-Auguste Levassor de Latouche Tréville
Charles-Auguste Levassor de Latouche, ab 1781 Charles-Auguste Levassor de Latouche Tréville, (* 13. Dezember 1712 in Paris, Frankreich; † 22. Mai 1788 ebenda) war ein französischer Seeoffizier und Aristokrat des 18. Jahrhunderts. Er stieg bis zum Lieutenant-général (Vizeadmiral) auf und war der Onkel väterlicherseits von Louis-René Levassor de Latouche Tréville (1745–1804).

## Biografie

### Herkunft und Familie
Die Familie Latouche Tréville stammte aus Paris, ihr ursprünglicher Familienname lautete Vassor oder Levassor. Mitglieder der Familie gingen um 1640 nach Martinique und Guadeloupe und waren maßgeblich an der Gründung und dem Aufbau dieser französischen Kolonien in Französisch-Westindien beteiligt. Der jüngere Zweig dieser Familie, der den Namen Levassor de Latouche annahm, kehrte nach Frankreich zurück und stellte in der Folge mehrere Marineoffiziere. Ludwig XIV. erhob die Familie 1706 in den Adelsstand. Wenig später teilte sich dieser Zweig in Levassor de Latouche und Levassor de Latouche Tréville.
Sein Vater, Charles-Lambert Levassor de Latouche († 1737), wurde am 11. November 1676 in Lamentin auf Martinique geboren. Am 17. August 1700 heiratete er im Alter von 24 Jahren in Fort-Royal die Tochter von Louis Mallerand de la Varenne, dem Kommandeur des Königs in Fort-Royal.
Er war der jüngere Bruder von Louis-Charles Levassor de Latouche (1709–1781), 1761 bis 1762 Gouverneur von Martinique und der Französischen Antillen.

### Marinekarriere
Latouche begann seine Militärkarriere 1730 bei der französische Marine. Er wurde 1734 Enseigne de vaisseau (Fähnrich) und 1748 Lieutenant de vaisseau (Leutnant zur See), bevor er ab dem 11. März 1756 ein Kommando für eine Einsatzfahrt im Atlantik erhielt.
In Begleitung der Le Prudent mit 74 Kanonen unter dem Befehl des Chevalier d’Aubigny und der Fregatte L’Atalante mit 34 Kanonen unter dem Kommando des Grafen du Chaffaut befehligte er die Fregatte Le Zéphyr mit 30 Kanonen. Die Gruppe traf vor Martinique auf die britische Warwick mit 64 Kanonen unter dem Kommando von Molyneux Shuldham, verwickelte das Schiff in ein Gefecht und erbeutete es schließlich.
Während seine Begleiter mit einem Konvoi von 22 Handelsschiffen nach Frankreich zurückkehrten, verblieb Latouche vor Ort und konnte drei weitere britische Schiffe, darunter ein Freibeuterschiff, aufbringen und befreite ein vom Gegner erbeutetes Handelsschiff.
1757 wurde er zum Capitaine de vaisseau (Kapitän zur See) befördert.

#### Siebenjähriger Krieg

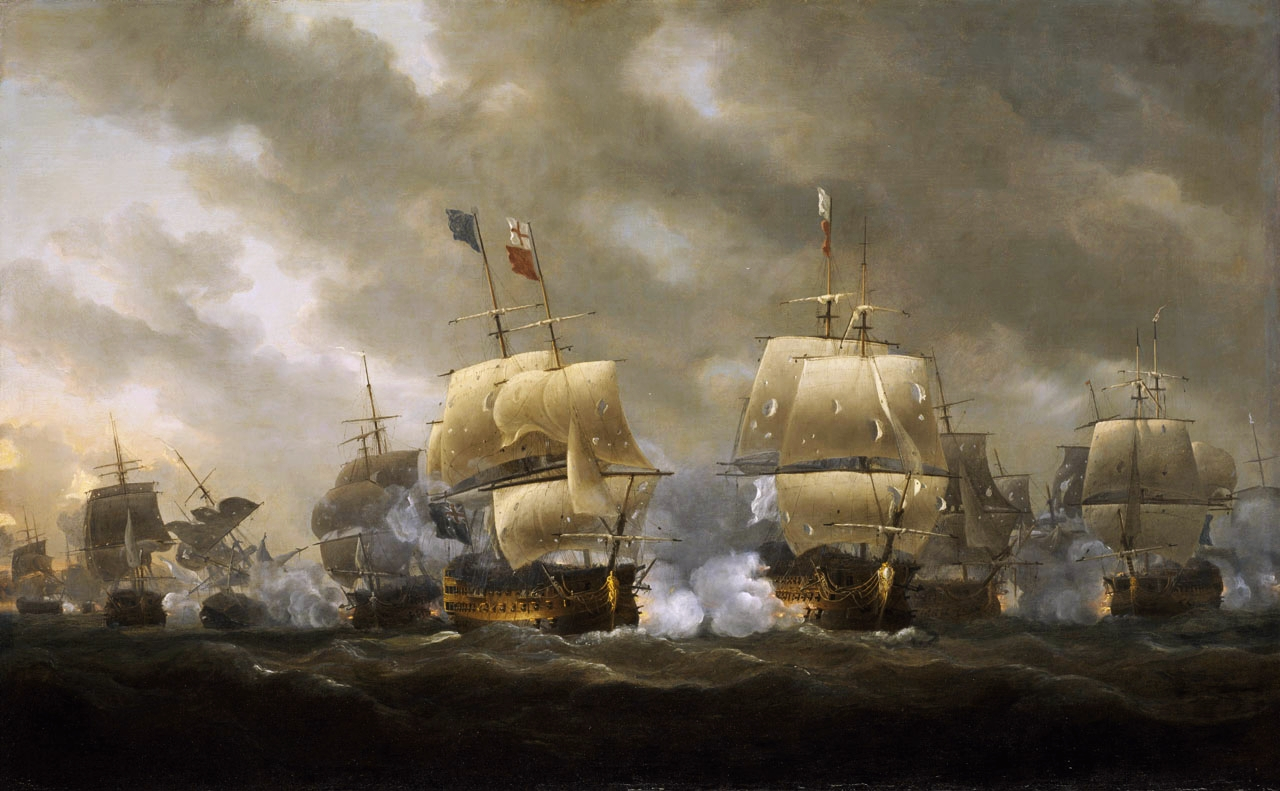
Die Seeschlacht in der Bucht von Quiberon, 20. November 1759. Ölgemälde von Nicholas Pocock (1740–1821), National Maritime Museum.

Mit der Beförderung zum Kapitän, war er auf dem 64-Kanonen-Linienschiff Dragon eingesetzt, das Teil der Flotte des Vizeadmirals und Marschalls Conflans war. Die Dragon wurde von Latouches älterem Bruder kommandiert, dessen Sohn Louis-René Levassor de Latouche Tréville diente ebenfalls auf diesem Schiff. Das französische Geschwader wurde am 20. November 1759 von der britischen Flotte unter dem Kommando von Admiral Sir Edward Hawke in der Bucht von Quiberon gestellt. In der folgenden Seeschlacht in der Bucht von Quiberon verlor die französische Marine sieben Linienschiffe, die Dragon kam allerdings davon. In der Folge errichteten die Briten eine Blockade, die sich auf alle Häfen Frankreichs erstreckte.
In dieser Zeit wurde Latouche vor der Île-d’Aix auf dem Prahm La Louise eingesetzt. Wiederum in Begleitung seines Neffen Louis-René griff Latouche, die britischen Schiffe, die im Oktober 1760 an der Insel in der Mündung der Charente vorstießen, an. 1761 und 1762 kommandierte er das Linienschiff Intrépide, 74 Kanonen, wiederum gegen britische Schiffe in der Charentemündung.
In diesem Jahre legte er der Regierung seinen Plan vor, die Blockade der britischen Schiffe mit Prähmen zu durchbrechen und dem festsitzenden französischen Geschwader so den Durchbruch in den Atlantik zu ermöglichen. So sollten die karibischen Besitzungen – in Martinique war mittlerweile Latouches Bruder Louis-Charles Levassor de Latouche Gouverneur geworden – vor britischem Zugriff geschützt werden. Der Plan gelang, jedoch traf das Geschwader zu spät vor Martinique ein, da Levassor de Latouche bereits am 14. Februar 1762 nach britischer Belagerung und ohne Nachricht aus Frankreich die Kapitulation unterzeichnet hatte.
Nach der Unterzeichnung des Pariser Friedens von 1763 gehörte Latouche zu den Offizieren, die unter dem Staatsminister Choiseul weiterhin in der französischen Marine dienten.

#### Amerikanischer Unabhängigkeitskrieg

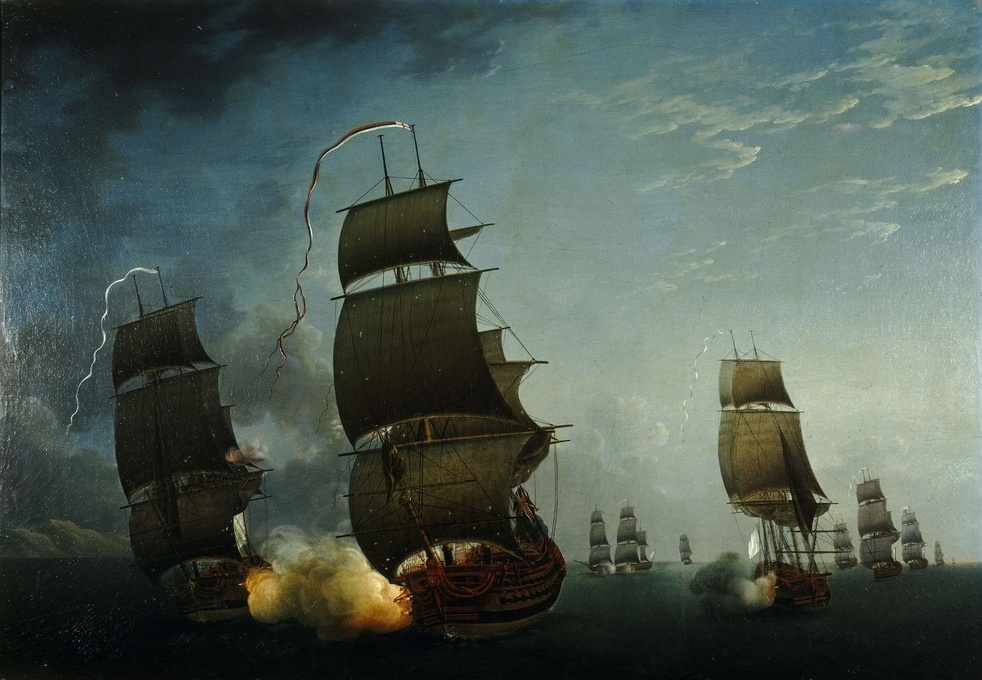
Eroberung der Ardent durch die Fregatten Junon und Gentille.

1776 wurde La Touche-Tréville zum Chef d’escadre (Konteradmiral) befördert. Im Amerikanischen Unabhängigkeitskrieg machte er zunächst Jagd auf britische Freibeuter im Atlantik.
1779 erhielt er unter dem Befehl von d’Orvilliers und Cordova das Kommando über das leichte Geschwader der kombinierten Flotten Frankreichs und Spaniens zur Landung in England. Als sein Geschwader der Armee vorauslief, erbeutete er die Ardent mit 64 Kanonen und weitere Fahrzeuge. Letztlich scheiterte das Unternehmen allerdings.
Am 16. Februar 1781 wurde er zum Lieutenant-général (Vizeadmiral) befördert und zum Kommandeur der Marine in Rochefort berufen. Er nahm hier den Platz seines gerade verstorbenen Bruders ein. Nach dessen Tod wurde er ebenso am 13. April 1781 Comte de Treville. Am 6. November 1786 schied er aus dem Dienst aus und erhielt eine Rente von 5.000 Pfund aus der königlichen Schatzkammer und weitere 1.000 Pfund aus dem Haushalt des Invalidendoms.
Er starb 1788.